# Lưu Diệu
Lưu Diệu (giản thể: 刘曜; phồn thể: 劉曜; bính âm: Líu Yào) (?-329), tên tự Vĩnh Minh (永明), là hoàng đế thứ năm của nước Hán Triệu trong lịch sử Trung Quốc. Ông trở thành hoàng đế vào năm 318 sau khi hầu hết thành viên của hoàng tộc bị ngoại thích Cận Chuẩn (靳準) thảm sát trong một cuộc chính biến. Tuy nhiên, đế quốc đã sớm bị chia làm hai, tướng Thạch Lặc tuyên bố độc lập và lập nước Hậu Triệu. Trong một trận đánh quyết định vào đầu năm 329, Thạch Lặc đã bắt và giết chết Lưu Diệu. Con trai ông là Thái tử Lưu Hi và Nam Dương vương Lưu Dận (劉胤) tiếp tục quản lý đất nước trong gần một năm, song nước Hán Triệu đã sụp đổ vào cuối năm đó.

## Đầu đời
Cha của Lưu Diệu là Lưu Lục (劉綠) chết sớm, ông được Lưu Uyên nuôi dưỡng. Khi ông còn trẻ, Lưu Uyên từng ấn tượng với trí thông minh và sức khỏe của ông. Khi ông đã trưởng thành, ông trở nên nổi tiếng với kỹ năng bắn cung và tính hiếu học, mặc dù việc học tập của ông được mô tả là xem sơ qua hơn là đọc một cách cẩn thận, ngoại trừ các sách về kế sách nhà binh, là thể loại ông tập trung thời gian để nghiên cứu. Ông thường phản đối Ngô Hán và Đặng Vũ, thay vào đó so sánh bản thân với đại tướng thời Chiến Quốc là Nhạc Nghị, thừa tướng nhà Hán là Tiêu Hà, và tướng Hán là Tào Tham. Khi mọi người nghe được các lời này, họ thường chỉ trích ông quá kiêu ngạo, song Lưu Thông tôn trọng ông và nói, "Vĩnh Minh nên được so sánh với Thế Tổ (miếu hiệu của Hán Quang Vũ Đế) và Ngụy Vũ Đế (Tào Tháo); Nhạc, Tiêu, và Tào Tham không thể so được với ông."
Khi Lưu Diệu còn trẻ, ông thường cùng với Lưu Thông, theo học tại kinh thành Lạc Dương của nhà Tấn, một lần, ông phạm phải một tội sẽ bị trừng phạt bằng việc xử tử. Vì thế, ông đã trốn đến Triều Tiên (朝鮮, gần Bình Nhưỡng, Bắc Triều Tiên ngày nay, trong trường hợp này không có ý nghĩa là toàn bộ bán đảo). Sau đó, khi được đại xá, ông quay trở về song đã quyết định sống ở vùng núi để phòng bất trắc.

## Dưới thời Lưu Uyên trị vì
Sau khi Lưu Uyên xưng làm Hán vương năm 304, lập nước Hán Triệu và tuyên bố độc lập trên thực tế cùng tiến hành chiến tranh với Tấn, Lưu Diệu đã trở thành một tướng chủ chốt. Dưới thời Lưu Uyên trị vì, Lưu Diệu đã tham gia vào nhiều chiến dịch chống quân Tấn và thường giành được thắng lợi, mặc dù vậy ông cũng giống như các tướng Hán Triệu khác, gặp khó khăn trong việc giữ các thành mà họ chiếm được. Năm 307, cùng với người anh em họ Lưu Thông và Vương Di (王彌), ông tiến đánh Lạc Dương song bị đẩy lui. Họ lại thất bại một lần nữ vào năm 309. Lưu Diệu có lẽ đã được lập làm Thủy An vương vào năm 309, khi Lưu Uyên xưng đế.

## Dưới thời Lưu Thông và Lưu Xán
Sau khi Lưu Uyên qua đời năm 310, Lưu Thông đã lật đổ huynh trưởng Lưu Hòa sau khi Lưu Hòa muốn giết chết các đệ đệ của mình, Lưu Thông lên ngôi và trở thành Chiêu Vũ Đế. Ông rất tin tưởng vào Lưu Diệu và cho ông giữ một số binh lính lớn, Lưu Diệu phụng sự cho người anh em họ một cách trung thành.
Năm 311, Lưu Diệu cùng với Vương Di, Thạch Lặc, và Hô Diên Yến (呼延晏) đã chiếm Lạc Dương và bắt được Tấn Hoài Đế. Ông lấy chị dâu của Hoài Đế, vợ của Huệ Đế, tức Hoàng hậu Dương Hiến Dung (羊獻容).
Cuối năm đó, sau khi con trai của Lưu Thông là Lưu Xán chiếm Trường An, Lưu Diệu được giao phụ trách cai quản vùng Trường An, mặc dù vậy, sau đó ông đã để mất thành vào tay quân Tấn do Khúc Doãn (麴允) chỉ huy, cho phép Tư Mã Nghiệp (cháu trai của Hoài Đế) chiếm thành và sau đó xưng làm hoàng đế (Tấn Mẫn Đế) vào năm 313 sau khi Lưu Thông giết chết Hoài Đế. Năm 312, khi đang giao chiến cùng với Lưu Xán chống lại thứ sử Tịnh Châu (并州, nay là trung bộ và bắc bộ Sơn Tây) là Lưu Côn (劉琨) và đồng minh là Đại công Thác Bạt Y Lô (拓跋猗盧), Lưu Diệu bị trọng thương và đã bị quân Tấn bắt và súy bị giết, song đã có thể trốn thoát sau đó.
Trong những năm tiếp theo, Lưu Diệu vẫn tiếp tục chiến đấu song phần lớn không thể đạt được mục đích cuối cùng trước quân Tấn, cả quân dưới sự chỉ huy của Mẫn Đế và Nam Dương vương Tư Mã Bảo (司馬保). Tuy nhiên, năm 316, sau khi quân của Mẫn Đế sụp đổ và Tư Mã Bảo không đến viện trợ, Lưu Diệu đã chiếm Trường An và bắt Mẫn Đế (bị Lưu Thông giết vào năm 318). Nhờ công trạng này, Lưu Diệu được Lưu Thông phong làm Tần vương.
Sau đó, hoàng đế ngày càng trở nên tàn ác và ngông cuồng, cùng với đó, hoàng đế ngày cảng tin tưởng lũ hoạn quan và ngoại thích Cận Chuẩn. Năm 318, Lưu Thông lâm bệnh, ông triệu Lưu Diệu và Thạch Lặc hồi kinh làm nhiếp chính cho Thái tử Lưu Xán, song cả Lưu Diệu và Thạch Lặc đều từ chối, có lẽ là họ không muốn tranh chấp quyền lực với Cận Chuẩn, là ngoại thích đầy âm mưu, có con gái kết hôn với cả Lưu Thông và Lưu Xán. Sau đó, khi Lưu Thông qua đời và Lưu Xán kế vị ngai vàng, Cận Chuẩn đã lật đổ Lưu Xán và giết hại toàn bộ thành viên hoàng tộc sống ở kinh thành Bình Dương (平陽, nay thuộc Lâm Phần, Sơn Tây). Trong cuộc thảm sát này, mẹ, anh em cùng các con trai đã bị giết hại.
Khi hay tin về chính biến của Cận Chuẩn, Lưu Diệu và Thạch Lặc dẫn quân của mình đến đánh Cận, khiến người này bị mắc kẹt giữa hai đội quân. Trong khi đó, các thân vương và lão thần Hán Triệu đã chạy thoát khỏi cuộc thám sát tại Bình Dương đã tôn Lưu Diệu làm hoàng đế. Lưu Diệu hứa sẽ không những tha mạng cho Cận Chuẩn mà còn sẽ tiếp tục trao quyền cho Cận nếu Cận đầu hàng. Tuy nhiên, Cận Chuẩn sau đó đã bị ám sát và khi người kế thừa Cận Minh (靳明) đầu hàng Lưu Diệu, Lưu Diệu đã cho thảm sát gia tộc họ Cận. Bình Dương lúc này chỉ còn là đống đổ nát sau chính biến và các cuộc chiến sau đó, Lưu Diệu do vậy quyết định dời đô đến Trường An.

## Thời kỳ đầu trị vì
Trong vai trò hoàng đế, Lưu Diệu đã thể hiện sự tài giỏi cả trong vấn đề trị quốc và binh sự, cũng như sẵn sàng lắng nghe ý kiến trái chiều. Tuy nhiên, ông cũng thường bốc đồng và rất dễ giận dữ, trong giai đoạn cuối của thời gian trị vì, ông đã xuất hiện chứng nghiện rượu.
Dấu hiệu bốc đồng đầu tiên của ông đã có lẽ đã góp phần khiến cho Hán Triệu bị chia làm đôi. Năm 319, khi Thạch Lặc sai sứ dâng triều cống cho Lưu Diệu, Lưu Diệu ban đầu rất hài lòng, do Thạch Lặc lúc này đang quản lý phần phía đông của đế quốc nên việc ông ta khuất phục cho thấy ngai vàng của Lưu Diệu sẽ được an toàn. Ông lập Thạch Lặc làm Triệu vương và ban cho một số đặc quyền. Tuy nhiên, khi một thành viên của đoàn sứ thần của Thạch Lặc đệ trình một tấu thư nói rằng Thạch Lặc trên thực tế đã âm mưu về một cuộc tấn công, Lưu Diệu trở nên giận dữ và tàn sát đoàn sứ thần của Thạch Lặc. Khi Thạch Lặc biết tin, ông trở nên căm giận và quyết định tuyên bố độc lập khỏi Hán Triệu.
Năm 319, Lưu Diệu lập Dương Hoàng hậu của nhà Tấn trước đây làm Hoàng hậu, khiến cho bà là người duy nhất trong sử sách Trung Hoa là Hoàng hậu của hai hoàng đế và hai đế quốc. Ông lập con trai mình là Lưu Hy làm thái tử. Ông cũng cho đổi quốc hiệu từ Hán sang Triệu. Sở dĩ Lưu Uyên đặt quốc hiệu "Hán" là để tạo mối liên kết với nhà Hán, là triều đại mà Lưu Uyên tuyên bố là một hậu duệ, song Lưu Diệu cảm thấy đây là thời điểm để kết thúc mối liên kết với nhà Hán và khôi phục một cách rõ ràng mối liên kết với Thiền vu Hung Nô đầu tiên là Mặc Đốn, và do đó quyết định đổi quốc hiệu. Tuy nhiên, điều này không có nghĩa là ông tách triều đại của mình khỏi Lưu Uyên, ông vẫn tiếp tục tôn vinh Lưu Uyên và Lưu Thông.
Vào mùa đông năm 319, Thạch Lặc xưng làm Triệu vương, lập nước Hậu Triệu và chính thức tách khỏi Hán Triệu.
Tính bốc đồng của Lưu Diệu đã dẫn đến một cuộc nổi loạn lớn của người Đê và người Khương vào năm 320. Sau một âm mưu liên quan đến hai tộc trưởng người Đê, Câu Từ (句徐) và Khố Bành (庫彭) bị phát giác, Lưu Diệu đã không chỉ giết Câu và Khố mà còn giết 50 tộc trưởng người Đê khác, ném thi thể họ xuống sông Vị. Khi viên quan Du Tử Viễn (游子遠) cố thuyết phục ông dừng các hành động này, ông đã cho giam giữ Du. Trầm trọng hơn, các bộ lạc người Đê và Khương đã tuyên bố độc lập và lập nước Tần (秦). Sau đó, ông đã thả Du và ủy thác cho Du một đội quân để đàn áp cuộc nổi loạn, Du sau đó đã thuyết phục được hầu hết quân nổi loạn đầu hàng và đánh bại lực lượng còn lại.
Năm 322, trong một chiến dịch chống lại tộc trưởng người Đê Cừu Trì, Dương Nan Địch (楊難敵), Lưu Diệu đã bị mắc một bệnh truyền nhiễm, và trong khi vẫn có thể khuất phục quân của Dương, tướng của ông là Trần An (陳安), một thuộc hạ cũ của Tư Mã Bảo, đã nhầm lẫn rằng Lưu Diệu đã chết, và tuyên bố độc lập, xưng làm Lương vương, kiểm soát hầu hết Tần Châu (秦州, nay là đông bộ Cam Túc). Năm 323, Lưu Diệu khỏi bệnh, đã đích thân tiến đánh đại bản doanh của Trần An tại Thượng Khuê (上邽, nay thuộc Thiên Thủy, Cam Túc). Trần An chạy trốn song cuối cùng đã bị bắt và giết. Tần Châu lại trở thành đất của Hán Triệu.
Sau chiến thắng trước Trần An, Lưu Diệu tiếp tục tây chinh và tiến đánh chư hầu của Tấn là Tiền Lương, đè bẹp toàn bộ các căn cứ của Hậu Lương ở phía đông Hoàng Hà. Ông tuyên bố rằng sẽ băng qua Hoàng Hà đến kinh thành Tiền Lương tại Cô Tang (姑臧, nay thuộc Vũ Uy, Cam Túc), song thay vào đó ông chỉ muốn hăm dọa vua Tiền Lương là Trương Mậu (khi đó đang mang tước hiệu Tây Bình Thành công của Tấn) chịu khuất phục. Trương Mậu sau đó đã khuất phục quyền bá chủ của Hán Triệu. Lưu Diệu lập Trương Mậu làm Lương Thành vương.
Cuối năm đó, con trai của Lưu Diệu là Lưu Dận, người từng là nô lệ của bộ lạc Hắc Lặc Úc Cúc (黑匿郁鞠) sau khi chạy trốn cuộc thảm sát ở Trường An, do Trần An đã bị đánh bại, đã tiết lộ thân phận với tộc trưởng, người này đã rất ngạc nhiên và hộ tống Lưu Dận đến chỗ Lưu Diệu. (Không rõ bộ lạc này sinh sống ở đâu hay tại sao Lưu Dận phải chờ đến khi Trần An bị đánh bại mới tiết lộ thân phận cho tộc trưởng; có thể Hắc Lặc Úc Cúc ban đầu là đồng minh của Trần An, và Trần An trước khi nổi loạn từng là một tướng Hán Triệu, có thể sẽ nhận ra Lưu Dận và dùng Lưu Dận làm vật trao đổi.) Lưu Diệu đã nghĩ đến việc lập Lưu Dận làm thái tử do Lưu Ân trước đó là thế tử của ông, song do không nỡ phế truất Lưu Hi, con trai của Dương Hoàng hậu, và đặc biệt là do bản thân Lưu Dận không muốn thay thế em trai, Lưu Diệu vẫn để Lưu Hi làm thái tử và lập Lưu Dận làm Vĩnh An vương với danh dự đặc biệt.

## Thời kỳ cuối trị vì
Năm 324, trận chiến thực sự đầu tiên giữa Hậu Triệu và Hán Triệu đã nổ ra tại Tân An (新安, nay thuộc Lạc Dương, Hà Nam), mở ra một giai đoạn mới trong đó Hậu Triệu và Hán Triệu tiếp tục giao tranh trong nhiều năm. Năm 325, quân đội hai bên đánh bại trận lớn gần Lạc Dương (hai bên, cùng với quân Tấn, giao tranh trong nhiều tháng), và sau một số thắng lợi ban đầu của Hán Triệu, tướng Hậu Triệu là Thạch Hổ đã đánh bại quân Hán Triệu và bắt tướng Lưu Nhạc (劉岳), sau khi Lưu Diệu đích thân gặp khó khăn trong quân kỷ và không thể đến viện trợ cho Lưu Nhạc. Hậu Triệu sau đó đã nhân cơ hội này để có thể chiếm các vùng đất nay là trung bộ Hà Nam, bắc bộ Giang Tô và tây bộ Sơn Đông.
Đến năm 325, Lưu Diệu lập Lưu Dận làm Nam Dương vương và tiếp tục ban cho ông tước hiệu Đại Thiền vu, đặt quân các bộ lạc Ngũ Hồ dưới quyền chỉ huy của ông. Ông cũng lập hoàng hậu thứ hai, Lưu Hoàng hậu.
Năm 326, Lưu Hoàng hậu qua đời, và theo nguyện vọng của bà, Lưu Diệu cưới chị em họ của bà là Lưu Phương làm hoàng hậu.
Năm 327, tin rằng Hán Triệu đã suy yếu sau thất bại trước Hậu Triệu, Trương Tuấn, cháu trai và người kế thừa Trương Mậu làm người đứng đầu Tiền Lương, đã tuyên bố mình là chư hầu của Tấn và cướp bóc Tịnh Châu của Hán Triệu. Lưu Dận đã dẫn một đội quân đánh bại Tiền Lương, thậm chí đã vượt qua Hoàng Hà, song cuối cùng chiếm lãnh thổ còn lại của Tiền Lương ở phía đông Hoàng Hà.
Vào mùa thu năm 328, Thạch Hổ tấn công Hà Đông quận của Hán Triệu (tương ứng với Vận Thành, Sơn Tây ngày nay). Lưu Diệu đã đích thân dẫn đầu một đội quân đánh bại Thạch Hổ, sau đó tiến về phía nam và bao vây Lạc Dương, chiếm một số quận xung quanh. Điều này đã khiến cho Thạch Lặc kinh ngạc, ông lo lắng rằng Lưu Diệu tiếp theo sẽ đánh kinh thành của Hậu Triệu là Tương Quốc (襄國, nay thuộc Tân Thái, Hà Bắc). Vào mùa đông năm 328, Thạch Lặc đích thân dẫn viện binh đến Lạc Dương. Trong khi đó, khi đang bao vây Lạc Dương, đã không đề phòng trấn giữ Thành Cao quan (nay thuộc Trịnh Châu, Hà Nam), do vậy Thạch Lặc đã có thể đi qua đèo này và đến Lạc Dương.
Khoảng tết năm 329, hai bên giao chiến. Trước trận, Lưu Diệu đã uống một lượng rượu lớn. Con ngựa ông thường cưỡi đã bị co thắt chân, và vì thế ông phải cưỡi một con ngựa nhỏ hơn, và trong trận chiến Thạch Lặc đã tiến hành một cuộc tấn công bất ngờ, con ngựa nhỏ không thể chịu được trọng lượng cơ thể của ông nên đã ngã, Lưu Diệu đã bỏ ngựa của mình. Quân Hậu Triệu đã gây nên nhiều vết thương trên cơ thể ông trước khi bắt ông và đưa đến chỗ tướng Thạch Kham (石堪). Thạch Lặc lệnh cho lính của mình dừng giao tranh và cho phép quân Hán Triệu rút lui.
Thạch Kham giao Lưu Diệu cho Thạch Lặc. Thạch Lặc ra lệnh các vết thương của Lưu Diệu cần được điều trị, và đưa Lưu Diệu về Tương Quốc. Thạch Lặc đặt Lưu Diệu dưới sự cảnh vệ nghiêm ngặt song lại cung cấp đàn bà cho Lưu Diệu, và cũng cho phép các tướng Lưu Nhạc và Lưu Chấn (劉震) đến thăm. Thạch Lặc sau đó lệnh cho Lưu Diệu viết một lá thư cho Lưu Hy và Lưu Dận, bảo họ đầu hàng. Tuy vậy, Lưu Diệu lại viết rằng: "Cùng các quan bảo vệ đế chế. Không cần lo cho ta." Thạch Lặc thấy lá thư và trở nên bực tức, cuối cùng cho giết Lưu Diệu. Năm 329, Thạch Hổ bắt giữ và hành quyết Lưu Hy và Lưu Dận, Hán Triệu diệt vong.

## Thông tin gia đình
- Vợ
  - Bốc Vương phi, sinh Lưu Dận, truy phong Nguyên Điệu Hoàng hậu
  - Hiến Văn Hoàng hậu Dương Hiến Dung, mẹ của Hi, Tập, Xiển (lập 319, mất 322)
  - Lưu Hoàng hậu (lập 325, mất 326)
  - Hoàng hậu Lưu Phương (lập 326)
- Con
  - Lưu Kiệm (劉儉), Lâm Hải vương
  - Lưu Dận (劉胤), ban đầu là Thế tử của Tần vương, sau là Vĩnh An vương (lập 323), Nam Dương vương (lập 325, bị giết năm 329)
  - Lưu Hi (劉熙), Thái tử (lập 319, bị giết năm 329)
  - Lưu Tập (劉襲), Trường Lạc vương (lập 319)
  - Lưu Xiển (劉闡), Thái Nguyên vương (lập 319)
  - Lưu Xung (劉沖), Hoài Nam vương (lập 319)
  - Lưu Sưởng (劉敞), Tề vương (lập 319)
  - Lưu Cao (劉高), Lỗ vương (lập 319)
  - Lưu Huy (劉徽), Sở vương (lập 319)
  - Một con gái sau này trở thành hoàng hậu của hoàng đế Hậu Triệu Thạch Hổ (318–349)